# Willencourt
Willencourt är en kommun i departementet Pas-de-Calais i regionen Hauts-de-France i norra Frankrike. Kommunen ligger i kantonen Auxi-le-Château som tillhör arrondissementet Arras. År 2022 hade Willencourt 138 invånare.

## Befolkningsutveckling
Antalet invånare i kommunen Willencourt
| Referens: INSEE |